# Tropidion flavipenne
Tropidion flavipenne là một loài bọ cánh cứng trong họ Cerambycidae.